# Цна (Вілейський район, Осиповицька сільська рада)
Цна (біл. вёска Цна) — село в складі Вілейського району Мінської області, Білорусь. Село підпорядковане Осиповицькій сільській раді, розташоване в північній частині області.